# Ex situ

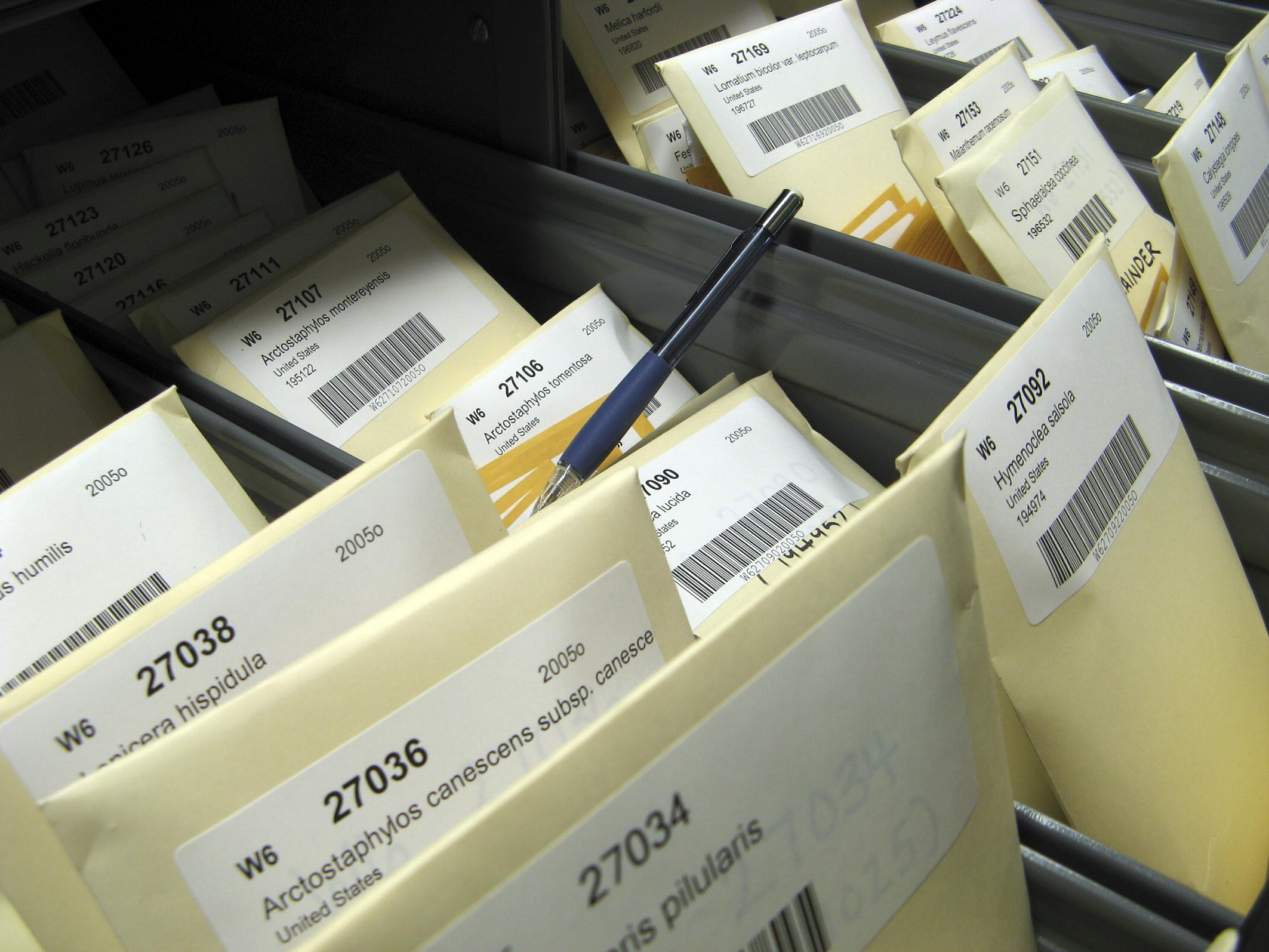
balíčky se semeny v semenné bance, WRPIS, USA

Ex situ je zkoumání a ochrana něčeho mimo místo původního výskytu. Výraz pochází z latiny: ex = z, od, mimo a situs = místo, pozice, poloha, stanoviště, umístění atd., dohromady tedy: z místa, mimo místo, mimo stanoviště a podobně. Jedná se o ochranu ohroženého živočicha nebo ohrožené rostliny mimo její přirozené prostředí (biotop). Ochrana může probíhat na různých úrovních, například genetické, druhové, populační. Principem je odebrání části ohrožené populace a její přesun do jiné oblasti, kde je tato část populace udržována, aby v případě úhynu populace na původním místě mohlo dojít k obnově původní populace navrácením populace dříve oddělené. Někdy je též třeba před navrácením do původního místa toto místo zpracovat, například odstranit zdroj úhynu, pokud to jde, aby nedošlo znovu k úhynu či poškození. Příkladem ex situ programů jsou například zoologické zahrady, botanické zahrady, genové banky, sbírky a jiné. Existuje též ochrana in situ. Ochrany ex situ a in situ se navzájem doplňují.